# The Days of Wine and Roses
The Days of Wine and Roses (с англ. — «Дни вина и роз») — дебютный студийный альбом американской рок-группы The Dream Syndicate. Он был выпущен в 1982 году лейблом Ruby Records, подразделении Slash Records. Продюсер Крис Д. (из Flesh Eaters/Divine Horsemen), альбом был записан в Лос-Анджелесе в сентябре 1982 года. Впервые он был выпущен на CD в 1993 году. Переиздания 2001 и 2015 годов на CD содержали различные бонус-треки.
Альбом получил положительные отзывы музыкальной критики и интернет-изданий. Альбом занял 99-е место в списке 100 величайших инди-рок альбомов Blender.

## История
Фраза «дни вина и роз» взята из поэмы «Vitae Summa Brevis» английского писателя Эрнеста Доусона (1867—1900):
|                                                    | англ. They are not long, the days of wine and roses: Out of a misty dream Our path emerges for a while, then closes Within a dream. |  | Они не долги, дни вина и роз — Мечты туман. Наш путь недолог, и всерьёз — То всё обман. |  |
| Эрнест Доусон из «лат. Vitae Summa Brevis» (1896). | |  |                                                                                         |  |

Когда группа записывала свой дебютный альбом The Days of Wine and Roses, Dream Syndicate не просуществовали и года. Они пришли в студию меньше чем через месяц после создания и вышли с шумным EP, который запечатлел их ранний, рваный звук. Теперь у них был контракт с лейблом и продюсер Крис Ди, который знал толк в микшерном пульте и был готов записать пластинку, которая определит эпоху и останется в истории как один из самых важных альбомов своего времени. Смешав в своем творчестве гранжевую грубость Crazy Horse, едва укрощенную энергию Velvet Underground и резкий взгляд Дилана в его расцвете, группа выпустила звук, который подпитывался молодостью, уверенностью и неугасимым желанием сделать такую запись, которую они хотели услышать, но никто больше не делал.

## Отзывы
| Оценки критиков                   | Оценки критиков |
| Источник                          | Оценка          |
| --------------------------------- | --------------- |
| AllMusic                          | [ 3 ]           |
| The Encyclopedia of Popular Music | [ 4 ]           |
| Pitchfork                         | 8.5/10          |
| Q                                 | [ 6 ]           |
| Spin Alternative Record Guide     | 8/10            |
| Uncut                             | [ 8 ]           |
| The Village Voice                 | B+              |

Альбом получил положительные отзывы музыкальной критики и интернет-изданий.
В своей рецензии на AllMusic Тим Сендра пишет, что в The Days of Wine and Roses «… у группы было все необходимое, чтобы вознести эту запись в царство гениальности. Они раскрывают множество сторон и оттенков по ходу песен, словно в конце их ждет сверкающий приз. Записанные в основном вживую и со сломанными наушниками, которые заставляли гитаристов гадать, что делает другой парень, они раскачиваются как дервиши на таких треках, как „Definitely Clean“, жутко звенят, а затем взрываются на осколки стекла на „That’s What She Always Says“, пьяно размахивают руками и падают в обморок на „Until Lately“, а на заглавном треке демонстрируют смелый, несвязанный психоделический джем, который заставил бы Quicksilver Messenger Service позеленеть от зависти. На мгновение они проникли в расплавленную сердцевину рок-музыки и смогли создать нечто, в чем есть вся опасность, красота, энергия и огонь, о которых говорят, но которых редко удается достичь».

## Список композиций
Первая сторона
1. «Tell Me When It’s Over» — 3:27
2. «Definitely Clean» — 3:25
3. «That’s What You Always Say» — 3:08
4. «Then She Remembers» — 4:03
5. «Halloween» (Karl Precoda) — 6:29

Вторая сторона
1. «When You Smile» — 4:10
2. «Until Lately» — 6:50
3. «Too Little, Too Late» — 3:17
4. «The Days of Wine and Roses» — 7:22

Бонусные треки (2001 Rhino Records переиздание)
1. «Sure Thing» (Down There EP version)
2. «That’s What You Always Say» (Down There EP version)
3. «When You Smile» (Down There EP version)
4. «Some Kinda Itch» (Down There EP version)
5. «Too Little, Too Late» (Rehearsal version)
6. «Definitely Clean» (Rehearsal version)
7. «That’s What You Always Say» (15 Minutes)
8. «Last Chance For You» (15 Minutes)

Бонусные треки (2015 Omnivore CD переиздание)
1. «Is It Rolling, Bob?» (запись репетиции)
2. «A Reason» (запись репетиции)
3. «Still Holding on to You» (запись репетиции)
4. «Armed with an Empty Gun» (запись репетиции)
5. «Like Mary» (запись репетиции)
6. «Outside the Dream Syndicate» (запись репетиции)